# Baby Balloon
Pour plus de détails, voir Fiche technique et Distribution.
Baby Balloon est une comédie dramatique belge réalisée par Stefan Liberski, sortie en 2013.

## Synopsis
Bici a 18 ans et vit à Liége, en Belgique. Ronde et talentueuse, elle chante dans un groupe de rock dont le guitariste, Vince, est son ami d’enfance. Bici en est secrètement amoureuse depuis toujours. Quand Anita débarque dans la vie du groupe et dans celle de Vince, Bici tente de déloger l’intruse. De toutes ses forces.

## Fiche technique
- Titre : Baby Balloon
- Réalisation : Stefan Liberski
- Scénario : Matthieu Reynaert, Dominique Laroche et Marc Vermeersch
- Photographie : Claire Mathon
- Montage : Damien Keyeux
- Musique : Allan Hoffmann, Stefan Liberski, Ambre Grouwels et César Domboy
- Producteur : Olivier Bronckart, Jacques-Henri Bronckar, Bénédicte Couvreur, Gwennaëlle Libert et Arlette Zylberberg
- Production : Versus Production, Hold-Up Films et Productions, Lilies Films, RTBF, Belgacom TV et la SOFICA Indéfilms 1
- Distribution : Pyramide Distribution
- Pays d'origine :  Belgique
- Genre : Comédie dramatique
- Durée : 84 minutes
- Dates de sortie :
  -  Belgique : 20 novembre 2013
  -  France : 30 juillet 2014

## Distribution
- Ambre Grouwels : Bici
- César Domboy : Vince
- Pauline Parigot : Anita
- Philippe Rebbot : Mitch
- Isabelle de Hertogh : Félicie
- Allan Hoffmann : le géant
- Valentin Vermeire : Luc
- Arthur Orcier : Bastien
- Françoise Oriane : Mamita
- Adonis Danieletto : le client de l'imprimerie